# Sędziwój Ostroróg (zm. 1441)
Sędziwój Ostroróg herbu Nałęcz, znany również jako Sędziwój z Ostroroga (ur. ok. 1375, zm. w 1441) – wojewoda poznański od października 1406 do 1441 roku; w latach 1426-1432 był starostą brzeskokujawskim, a następnie starostą generalnym Wielkopolski. Syn kasztelana santockiego Dziersława Grocholi i jego żony Burnety.

## Życiorys
W źródłach występuje od 1392. Uczestniczył w 1399 w wyprawie księcia Witolda przeciw Tatarom, która zakończyła się klęską nad rzeką Worsklą. Otrzymał wiosną 1400 urząd chorążego poznańskiego, a był też starostą międzyrzeckim od 1403. W 1406 objął urząd wojewody poznańskiego. Brał udział wraz z grupą panów wlkp. w początkach XV w. w staraniach o wykup przez Polskę Nowej Marchii, którą Luksemburgowie w 1402 odstąpili Krzyżakom. Należał przez następne 30 lat do czołowych polityków i dowódców wojskowych zaangażowanych w sprawy krzyżackie. Sędziwój był jednym z najbliższych doradców Władysława II Jagiełły i jego następcy Władysława III Warneńczyka. Miarą zaufania jaką się cieszył, było włączenie go w kampanii przeciw Zakonowi w 1410 do grona ośmiu doradców, którzy tworzyli sztab królewski w czasie wielkiej wojny z zakonem krzyżackim. W bitwie grunwaldzkiej dowodził polską chorągwią nr 38, a później był jednym z głównych zwycięzców w bitwie pod Koronowem. Stał na czele rycerstwa wielkopolskiego, które w grudniu 1410 roku spustoszyło pomorskie pogranicze polsko–krzyżackie. Był w styczniu 1411 członkiem delegacji polskiej, która negocjowała pokój toruński z Krzyżakami. Podpisał pokój toruński 1411 roku. Otrzymał też w tym czasie (na przełomie 1410/11) urząd starosty generalnego Wielkopolski i pełnił go do stycznia 1415, a następnie ponownie w latach 1419–1426 i 1432–1434. W 1413 roku uczestniczył w zawarciu unii polsko-litewskiej w Horodle. Królowi służył nie tylko na polach bitwy, ale również na dyplomatycznych salonach. W 1420 roku był członkiem poselstwa, które reprezentowało Polskę podczas procesu polsko-krzyżackiego we Wrocławiu. W tym samym roku prowadził skomplikowane rokowania z margrabią brandenburskim Fryderykiem, które doprowadziły do zawarcia sojuszu antykrzyżackiego. Wielokrotnie posłował też do książąt Pomorza Zachodniego i Krzyżaków. Był obecny przy wystawieniu przez Władysława II Jagiełłę przywileju czerwińskiego w 1422 roku. Był sygnatariuszem pokoju mełneńskiego 1422 roku. Był obecny przy wystawieniu przez Władysława II Jagiełłę przywileju jedlneńskiego w 1430 roku. W 1438 roku, wspólnie z wojewodą krakowskim Janem z Tęczyna, dowodził wyprawą wojenną, która bez powodzenia próbowała zainstalować na czeskim tronie królewicza Kazimierza. Był uczestnikiem konfederacji Zbigniewa Oleśnickiego w 1438 roku. W 1440 roku uczestniczył w pochodzie Władysława III Warneńczyka po koronę węgierską. Zmarł na Węgrzech przed 28 października 1441 roku.
Z bliżej nieznanej żony Barbary z Wojnowic miał trzech synów Stanisława (zm. 1476/77), Jana (zm. 1427) i Dobrogosta (kasztelana kamieńskiego) oraz córkę Sędkę, żonę wojewody łęczyckiego Ścibora z Borysławic.